# Культурные наказы Пибуна Сонгкрама

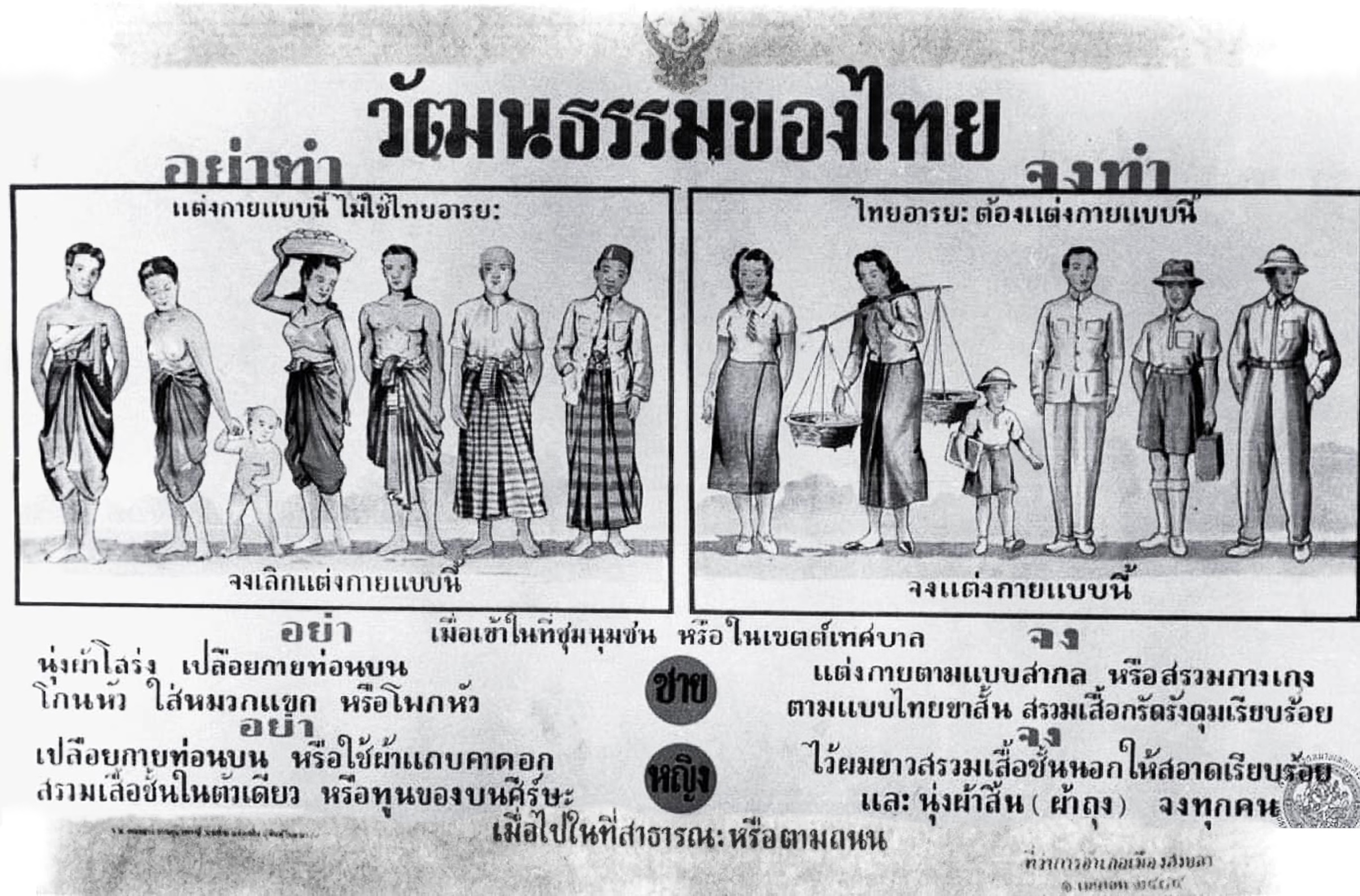
Тайский плакат эпохи культурных наказов, демонстрирующий запрещенную (слева) и надлежащую (справа) одежду

Культурные наказы Пибуна Сонгкрама (тайск.: รัฐนิยม) — обязательные предписания для граждан Королевства Таиланд, которые периодически публиковались в газетах в период с 1939 года по 1942 год по приказу премьер-министра страны Пибуна Сонгкрама в рамках его националистической политики. Каждый наказ состоял из ряда пунктов. Эти Наказы носили ярко выраженный националистический характер.

## 12 наказов Пибуна Сонгкрама
Наказ 1 гласил, что никто не имеет права называть отныне страну Сиамом, а только Таиландом. Второй пункт этого же наказа запрещал употребление старого самоназвания тайцев «สยาม» («сайям» или «сиамцы»). В соответствии с данным наказом началась общегосударственная кампания по переименованиям. Даже известные в мире брендовые банки переименовывались: так, Siam Commercial Bank был переименован в Thai Commercial Bank и носил такое название вплоть до конца 50-х гг. Газетная и радио-пропаганда в течение очень многих лет разъясняла тайцам выводы, сделанные исследователем-историком принцем Дамронгом Ратчанубабом о том, что старое название страны Сиам не отражает исторической справедливости, поскольку «сиамцы» и «Сиам» — это самоназвание только той части тайского народа, которая первоначально создала государственные образования Ланна и Сукхотай. Весь же народ современной страны — более широкое понятие.
Наказ 2 касался поведения при возможных контактах с иностранцами: нельзя выдавать государственных секретов. Каждый из пяти пунктов данного наказа завершался словами о том, что нарушение наказа является государственной изменой.
Наказ 3: все должны считаться просто тайцами, как того требует единство тайского народа.
Наказ 4 касался поведения относительно символов государственности, правил вставания при исполнении гимна, поднятии флага. Несоблюдение ритуала приравнивалось к государственному преступлению.
Наказ 5 касался вопросов потребления: носить одежду только тайского производства, излишества в покупках не приветствовались. Мужчины должны носить шляпы. Запрещалось жевать бетель. Кроме того, тайцы должны стремиться к получению технического образования (но только в Таиланде).
Наказ 6 был посвящен государственному гимну.
Наказ 7 гласил, что тот, кто не заботится о благе и процветании всей нации, тот является бесполезным для государства и не достоин уважения тайского народа.
Наказ 8 касался только королевского гимна, вносил изменения в его текст.
Наказ 9 касался употребления тайского языка: правительством Таиланда приветствовалось говорение исключительно на тайском языке без наречий и местных особенностей, без употребления иностранных слов, что и является признаком чистоты тайской крови.
Наказ 10 был посвящен одежде: там, где нет никакой необходимости быть одетым по западному образцу, этого делать на следовало, и напротив, там, где ношение европейского платья могло послужить возвышению международного авторитета страны, это рекомендовалось.
Наказ 11 рекомендовал всем тайцам разделить свое время на три неравные части: одну посвятить труду на благо страны, вторую — для личных дел и домашнего труда, третью — для отдыха. Первая должна была превышать остальные, третья не могла превышать 6-8 часов. Во вторую рекомендовалось включать религиозную буддийскую практику.
Наказ 12 предписывал на улицах проявлять уважение к старшим, показывать помощь старикам и детям. В этом наказе говорилось о том, что муж и жена, расставаясь в начале рабочего дня, должны целовать друг друга и желать успешной работы.